# Arbeidersbeweging

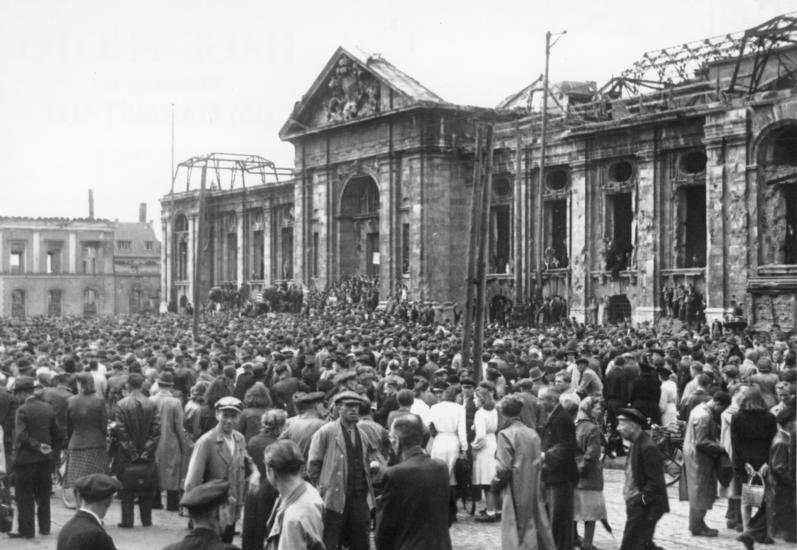
Betoging door arbeiders tegen willekeurige prijsverhogingen op 13 augustus 1948 in Darmstadt.

Een arbeidersbeweging is een brede volksbeweging, geworteld in de arbeidersklasse (proletariaat), waarvan aangenomen wordt dat zij de noden/belangen/wensen van de arbeiders in het algemeen vertegenwoordigt. Arbeidersbewegingen nemen een belangrijke plaats in als sociale actoren binnen de kapitalistische maatschappij. Hun aanwezigheid wijst op het bestaan van een situatie of sociale kwestie die door grote groepen mensen uit het arbeidersmilieu als (enorm) problematisch wordt ervaren en waarop een deel van die groep (collectief) reageert in naam van de getroffen groep of collectiviteit. 

## Eisen
Op de term arbeidersbeweging wordt in de politiek vooral door linkse, progressieve mensen veel beroep gedaan. Verschillende politieke stromingen hangen nauw samen met arbeidersbewegingen. De term arbeidersbeweging speelt bijvoorbeeld een centrale rol binnen alle variaties van het (linkse) marxisme als politieke ideologie. De eisen van arbeidersbewegingen zijn echter niet per definitie progressief. Zij kunnen zowel progressief als conservatief zijn. Eisen die door arbeidersbewegingen naar voor worden geschoven, kunnen zowel politiek als economisch van aard zijn.

## Vakbonden
Het begin van de industriële kapitalistische maatschappij werd gekenmerkt door de opkomst van brede arbeidersbewegingen die in alle industriële landen de maatschappelijke instituties op een of andere manier ingrijpend hebben veranderd. In alle kapitalistische landen hebben zich reeds arbeidersbewegingen voorgedaan en ze zijn in de meeste van die landen in min of meerdere mate geïnstitutionaliseerd onder de vorm van vakbonden. Vakbonden zijn niet alleen het geïnstitutionaliseerde product van arbeidersbewegingen in het verleden, zij werpen zich vaak op als leiders en vertegenwoordigers van huidige arbeidersbewegingen. Binnen westerse parlementaire democratieën vormt de vakbond(sleiding) tegenwoordig een officieel vertegenwoordigingsorgaan van arbeiders. Zij is een aanspreekpunt geworden voor beide zijden van het debat en vormt als dusdanig een soort dispuut/overlegorgaan tussen overheid en arbeidersbeweging bij maatschappelijke (sociale) geschillen.

## Instrumenten
Tot de typische politieke protestmiddelen waarover de arbeidersbeweging beschikt, behoren (massa)betogingen. Tot de economische drukmiddelen van een arbeidersbeweging behoren onder andere (algemene) stakingen (al dan niet georganiseerd door de vakbond).